# 2003 HH57
2003 HH57, também escrito como 2003 HH57, é um objeto transnetuniano que está localizado no Cinturão de Kuiper, uma região do Sistema Solar. Este corpo celeste é classificado como um cubewano. Ele possui uma magnitude absoluta de 7,4 e tem um diâmetro estimado com 146 km.

## Descoberta
2003 HH57 foi descoberto no dia 26 de abril de 2003.

## Órbita
A órbita de 2003 HH57 tem uma excentricidade de 0,091 e possui um semieixo maior de 44,224 UA. O seu periélio leva o mesmo a uma distância de 40,197 UA em relação ao Sol e seu afélio a 48,250 UA.